# Cantonul Nantes-4
Cantonul Nantes-4 este un canton din arondismentul Nantes, departamentul Loire-Atlantique, regiunea Pays de la Loire, Franța.